# ماسیو (کنتاکی)
ماسیو (به انگلیسی: Maceo) یک منطقهٔ مسکونی در ایالات متحده آمریکا است که در شهرستان دیویس، کنتاکی واقع شده‌است. ماسیو ۳٫۸۵ کیلومتر مربع مساحت و ۴۱۳ نفر جمعیت دارد و ۱۱۸٫۸۷ متر بالاتر از سطح دریا واقع شده‌است.